# 青春スチャラカ学園
『青春スチャラカ学園』（せいしゅんスチャラカがくえん）は、インターネットテレビ局AbemaTVのAbemaSPECIALチャンネルで2022年5月8日から配信されていたバラエティ番組。

## 番組概要
EXITを中心としたメンバーで送るコントバラエティー番組。
2022年3月27日にパイロット番組『青春スチャラカ学園 #０：始まる前の物語』を配信。この時点ではレギュラー出演者がEXITのみ決まっており、コントメンバーを決める『仲間集めをしよう人間性モニタリング』。後輩芸人のものボケ対決『「泥水すすり隊」vs「RDH」お笑いガンマン』などの企画が行われた。
5月7日にはABEMAビデオにおいてレギュラーメンバーの番組に対する意気込みと、3月に放送した『⻘春スチャラカ学園 #０：始まる前の物語』の未公開映像を含む『#0.5：スチャラカNEWS（メンバー突撃取材＆#0未公開）』を配信
また『#０：始まる前の物語』本編も無料公開された。5月8日よりレギュラー配信スタート。なお、学園が舞台のシットコム番組という企画はEXIT2人の希望が通ったもの。レギュラー出演者はYouTuber、俳優、女優という異色の組み合わせとなった。なお、平成フラミンゴの起用はEXITからの希望であった。
2022年7月24日放送分で一学期終了とした。

## あらすじ
人助けがしたくてたまらない、学園の異端児・兼近は人助けのための部活を作るため、無差別に生徒に声をかける。真面目過ぎるりんたろー、美人だが怒ると荒っぽいでんちゃん、どこか浮世離れした御曹司のマイトの4人を集めた兼近は正式な部にできると「だいじょう部」結成を宣言。空いた部室に困った人を呼び寄せて、解決案を編み出していく。しかし提案する解決法はどこかみんなはずれていて……。

## 出演者

### レギュラー
お助け部部員。
兼近大樹（EXIT）
ピンクの髪を逆立てている短ランスタイルのおバカな部長。周りをぐいぐい引っ張るお助け部発起人。しかし部長のみ部を「だいじょう部＝DJB」と呼称している。
りんたろー。（EXIT）
眼鏡と髭のピュアなガリ勉。時折フェミニンになるデータ男。知らない言葉を出されると悩みのドツボに入る。部室に飾られる肖像画のリンツァルトは先祖であり、兼近のみ会話ができる（今週のリンツァルトとしてコーナー化）。
NICO（平成フラミンゴ）
赤いニットを着た映像放送部員。
RIHO（平成フラミンゴ）
ポニーテールの映像放送部員。
藤岡真威人
クールな御曹司。厳格な家で育ったが故の風変わりな癖を持つ。父親はヒーローのような強さを持つらしく、部員から恐れられている。
傳谷英里香
外向けには「あざとさだけで生きてきた」と言われる美人女子生徒だが、実は鬼の裏番長。兼近より強い。

### ゲスト
- かなで（3時のヒロイン）（1、2）
- 峯岸みなみ（2）
- はいだしょうこ（3）[10]
- えなこ（4）[11]
- 綾小路翔（5）伝説のツッパリ役
- 小手伸也（6）社会科教師役[12]
- 村山輝星（7）[13]
- まんぷくユナイテッド、マリーマリー（7）スチャラカ西高校生徒役
- オーイシマサヨシ（8）
- 岡田康太（9）ポンコツ警備員役
- 島田秀平（9）霊感強めな警備員役[14]
- PUFFY（10）[15]

### パイロット版#０出演

#### レギュラー候補・人間性モニタリング
レギュラー出演者除く
- かなで（3時のヒロイン）[16]
- 長州力[16]

#### お笑いガンマン
- Everybody
- サンタモニカ
- 三匹
- ネイチャーバーガー
- ブラゴーリ
- マリーマリー
- まんぷくユナイテッド

#### 主題歌交渉
- 綾小路翔（氣志團）（電話出演）

## スタッフ
- ナレーション：井上麻里奈
- オープニングソング「スチャラカGo Buddy Go」作詞作曲：綾小路翔
- 企画・構成：中村豪
- 構成：大滝裕一、勝川博史、玉造柴乃
- 美術協力：フジアール、森健彦
- 協力：Teletech
- CAM：吉田剛、佐藤文哉、山田洋和
- AUD：田島沙織
- VTR：五島歓人
- VE：三浦篤
- LD：弓削和幸
- 編集・MA：早川亮・李元頡
- 音効・録音：井上研一、岡田宗久
- ブレーン：田中久也
- ディレクター：安井啓太、赤坂祐貴、壷井卓也
- 演出：田中義巳
- 監修：中野俊成
- プロデューサー：高木佐代子、本田賢司、松村郁雄、伊藤彰汰
- 制作協力：ランブルビー
- 制作著作：ABEMA